# Masakiyo Maezono
Masakiyo Maezono (n. Tōgō, Japón; 29 de octubre de 1973) es un futbolista japonés que se desempeña como centrocampista.

## Clubes
| Club               | País          | Año         |
| ------------------ | ------------- | ----------- |
| Yokohama Flügels   | Japón         | 1992 - 1996 |
| Tokyo Verdy        | Japón         | 1997 - 1998 |
| Santos FC          | Brasil        | 1998        |
| Goiás EC           | Brasil        | 1999        |
| Shonan Bellmare    | Japón         | 2000        |
| Tokyo Verdy        | Japón         | 2001 - 2002 |
| Anyang LG Cheetahs | Corea del Sur | 2003        |
| Incheon United     | Corea del Sur | 2004        |

## Palmarés

### Títulos nacionales
| Título             | Club             | País  | Año  |
| ------------------ | ---------------- | ----- | ---- |
| Copa del Emperador | Yokohama Flügels | Japón | 1993 |